# کریگ لو کورنو
کریگ لو کورنو (انگلیسی: Craig Le Cornu؛ زادهٔ ۱۷ سپتامبر ۱۹۶۰) بازیکن فوتبال اهل بریتانیا است.
از باشگاه‌هایی که در آن بازی کرده‌است می‌توان به باشگاه فوتبال ترانمره راورز و باشگاه فوتبال لیورپول اشاره کرد.